# Giuliano Poletti
Giuliano Poletti (Imola, 19 de novembre de 1951) és un polític italià d'esquerra. El 2013 ha entrat al govern de Matteo Renzi com a ministre de Treball i Polítiques Socials. És vicepresident vicari de la Federació Italiana d'Handbol.